# La Storta

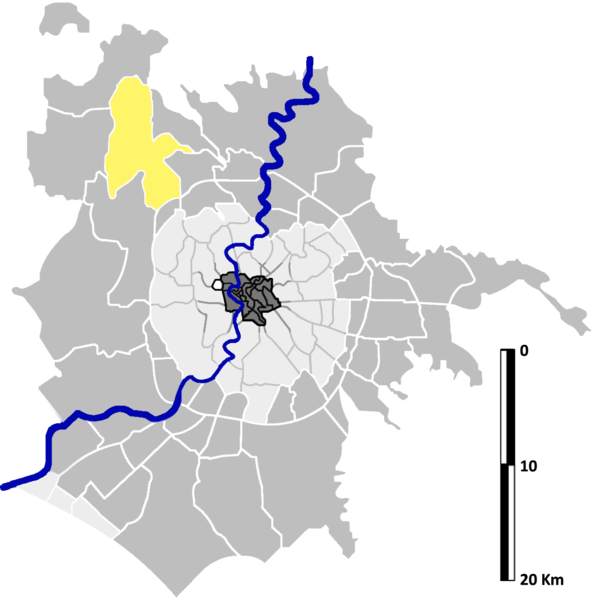
Lage von La Storta im Agro Romano

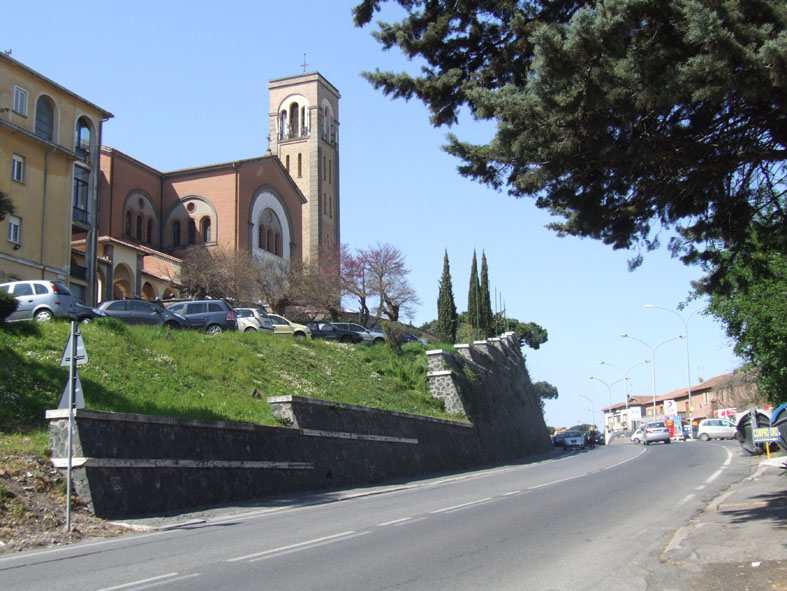
Kathedrale von La Storta

La Storta ist eine Fraktion im Nordwesten der Stadt Rom und darüber hinaus auch die Bezeichnung der 51. Zone des Agro Romano. Die Zone umfasst rund 46,7 km² und hat etwa 20.000 Einwohner.

## Lage und Verkehr
La Storta (dt. „Die Schiefe“) liegt rund 20 Kilometer außerhalb der römischen Innenstadt an der Via Cassia. Der Name des Ortes leitet sich wahrscheinlich von der alten Römerstraße ab, die hier möglicherweise eine markante Kurve aufwies. Im Mittelalter führte der Pilgerweg Via Francigena hier vorbei. Neben der modernen Via Cassia ist heute der römische Autobahnring A90 von Bedeutung. La Storta hat einen Bahnhof an der Bahnstrecke Rom–Viterbo, der im Nahverkehr von der Linie FL3 der Ferrovia Regionale Lazio bedient wird.

## Geschichte
La Storta wurde erstmals im ausgehenden 4. Jahrhundert auf einer Gedenktafel dokumentiert. In dem heutigen Bezirk lag eine antike Poststation. Um das Jahr 1000 erwähnte der Erzbischof von Canterbury Sigerich der Ernste die Existenz einer dort liegenden Stadt.
Die Piazza della Visione erinnert an die Erscheinung, die Ignatius von Loyola im November 1537 hatte, als er mit Peter Faber und Diego Laynez auf der Via Cassia nach Rom reiste. 1894 wurde der heutigen Bahnhof eingeweiht.
Im Juni 1944 töteten Nazis außerhalb von La Storta 14 Gefangene.

## Kathedrale
In La Storta befindet sich die Bischofskirche des suburbikarischen Bistums Porto-Santa Rufina.

## Marinehauptquartier
Rund drei Kilometer südwestlich des Bahnhofs von La Storta befindet sich bei Santa Rosa (41° 59′ 2″ N, 12° 21′ 48″ O) das Hauptquartier der italienischen Marine (Quartier Generale della Marina) mit dem Flottenkommando (Comando in Capo della Squadra Navale, CINCNAV) und einem großen Fernmeldezentrum (Maritele Roma). Es gibt unterirdische Bunkeranlagen, die jedoch seit der Eröffnung einer neuen Führungszentrale nicht mehr ständig genutzt werden.